# Benevento Calcio 2016-2017
Questa voce raccoglie le informazioni riguardanti il Benevento Calcio nelle competizioni ufficiali della stagione 2016-2017.

## Stagione
Nella stagione 2016-2017 il neopromosso Benevento disputa il campionato di Serie B, raccoglie 65 con il quinto posto finale. Salgono direttamente Spal e Verona. Nei Play-off le streghe nel turno preliminare superano (2-1) lo Spezia, nella doppia semifinale supera il Perugia, nella doppia finale supera il Carpi, ottenendo la promozione in Serie A. La squadra giallorossa allenata da Marco Baroni è diventata la prima squadra italiana di tutti i tempi a centrare il doppio salto di categoria, da esordiente nel torneo cadetto. Quinta al termine della stagione regolare, si fa trovare pronta ad agguantare la massima serie. Gran protagonista della cavalcata del Benevento è stato il calabrese Fabio Giovanni Ceravolo che ha firmato 20 reti in campionato. Da segnalare anche le 7 reti realizzate dal romeno George Puscas, su tutte l'ultima decisiva nella finale di ritorno contro il Carpi, che ha concretizzato il sogno dell'approdo alla Serie A. Nella Coppa Italia Tim Cup i sanniti subito messi fuori, pareggiando (0-0) al Vigorito il derby con la Salernitana, ma superate dai granata (2-4) ai calci di rigore.

## Divise e sponsor
Il fornitore tecnico per la stagione 2016-2017 è Frankie Garage Sport. Gli sponsor di maglia sono i seguenti:
- Italia Vento Power Corporation, il cui marchio appare al sul petto centro delle divise
- Liquore Strega, al centro delle divise
- Rillo Costruzioni, sul retro delle divise

| Casa | Trasferta | Terza divisa |

## Rosa
| N. |                    | Ruolo | Calciatore                      |
| -- | ------------------ | ----- | ------------------------------- |
| 1  | Italia (bandiera)  | P     | Alessio Cragno                  |
| 2  | Italia (bandiera)  | D     | Enrico Pezzi                    |
| 3  | Italia (bandiera)  | D     | Luca Sparandeo                  |
| 4  | Italia (bandiera)  | C     | Lorenzo Del Pinto               |
| 5  | Italia (bandiera)  | D     | Fabio Lucioni (capitano)        |
| 6  | Uruguay (bandiera) | D     | Walter López                    |
| 7  | Italia (bandiera)  | C     | Fabrizio Melara (vice capitano) |
| 8  | Italia (bandiera)  | C     | Francesco Loris Crudo           |
| 9  | Italia (bandiera)  | A     | Fabio Ceravolo                  |
| 10 | Italia (bandiera)  | A     | Amato Ciciretti                 |
| 11 | Croazia (bandiera) | C     | Marko Pajač                     |
| 12 | Italia (bandiera)  | P     | Piergraziano Gori               |
| 13 | Ghana (bandiera)   | C     | Raman Chibsah                   |
| 14 | Italia (bandiera)  | D     | Emanuele Padella                |
| 15 | Italia (bandiera)  | D     | Michele Camporese               |
| 16 | Croazia (bandiera) | D     | Ricardo Bagadur                 |
| 17 | Italia (bandiera)  | D     | Francesco Fusco                 |
| 18 | Ghana (bandiera)   | D     | Bright Gyamfi                   |

| N. |                               | Ruolo | Calciatore          |
| -- | ----------------------------- | ----- | ------------------- |
| 19 | Guinea (bandiera)             | A     | Karamoko Cissé      |
| 20 | Italia (bandiera)             | A     | Filippo Falco       |
| 21 | Italia (bandiera)             | C     | Andrea De Falco     |
| 22 | Italia (bandiera)             | P     | Riccardo Piscitelli |
| 23 | Italia (bandiera)             | D     | Lorenzo Venuti      |
| 24 | Romania (bandiera)            | A     | George Pușcaș       |
| 25 | Italia (bandiera)             | A     | Enrico Brignola     |
| 26 | Italia (bandiera)             | C     | Giovanni Volpicelli |
| 27 | Macedonia del Nord (bandiera) | C     | Nikola Jakimovski   |
| 28 | Italia (bandiera)             | C     | Alessio Donnarumma  |
| 29 | Italia (bandiera)             | A     | Christan Liguori    |
| 30 | Italia (bandiera)             | C     | Daniele Buzzegoli   |
| 31 | Italia (bandiera)             | P     | Filippo Perucchini  |
| 31 | Italia (bandiera)             | P     | Fabrizio Alastra    |
| 32 | Spagna (bandiera)             | D     | Christian Rutjens   |
| 34 | Italia (bandiera)             | C     | Mirko Eramo         |
| 35 | Italia (bandiera)             | C     | Nicolas Viola       |
| 36 | Italia (bandiera)             | C     | Antonio Matera      |

## Calciomercato

### Sessione estiva(dal 01/07 al 31/08)
| Acquisti | Acquisti              | Acquisti          | Acquisti      |
| R.       | Nome                  | da                | Modalità      |
| -------- | --------------------- | ----------------- | ------------- |
| P        | Antonio Cotticelli    | Parma             | svincolato    |
| P        | Alessio Cragno        | Cagliari          | prestito      |
| P        | Filippo Perucchini    | Bologna           | prestito      |
| D        | Ricardo Bagadur       | Fiorentina        | prestito      |
| D        | Gianluigi Bianco      | Cremonese         | fine prestito |
| D        | Michele Camporese     | Empoli            | definitivo    |
| D        | Bright Gyamfi         | Inter             | prestito      |
| D        | Davide Porcaro        | Siracusa          | fine prestito |
| D        | Antonio Porcino       | Ischia Isolaverde | fine prestito |
| D        | Fabio Tito            | Casertana         | fine prestito |
| D        | Lorenzo Venuti        | Fiorentina        | prestito      |
| C        | Daniel Kofi Agyei     | Casertana         | fine prestito |
| C        | Daniele Buzzegoli     | Novara            | definitivo    |
| C        | Raman Chibsah         | Sassuolo          | prestito      |
| C        | Michel Cruciani       | Teramo            | fine prestito |
| C        | Filippo Falco         | Bologna           | prestito      |
| C        | Nikola Jakimovski     | Bari              | definitivo    |
| C        | Kenneth van Ransbeeck | EN Paralimni      | definitivo    |
| C        | Marko Pajač           | Cagliari          | prestito      |
| A        | Danilo Alessandro     | Pro Piacenza      | fine prestito |
| A        | Enrico Brignola       | Roma              | fine prestito |
| A        | Fabio Ceravolo        | Ternana           | definitivo    |
| A        | Adama Diakité         | Martina           | fine prestito |
| A        | Mamadou Kanouté       | Ischia Isolaverde | fine prestito |
| A        | George Pușcaș         | Inter             | prestito      |

| Cessioni | Cessioni              | Cessioni            | Cessioni      |
| R.       | Nome                  | a                   | Modalità      |
| -------- | --------------------- | ------------------- | ------------- |
| P        | Luca Calvaruso        | Pergolettese        | svincolato    |
| P        | Antonio Cotticelli    | Campobasso          | prestito      |
| D        | Giuseppe Mattera      | Matera              | definitivo    |
| D        | Tiziano Mucciante     |                     | svincolato    |
| D        | Davide Porcaro        | Casertana           | definitivo    |
| D        | Antonio Porcino       | Reggina             | definitivo    |
| D        | Fabio Tito            | Foggia              | svincolato    |
| D        | Michele Troiani       | Chievo              | fine prestito |
| C        | Daniel Kofi Agyei     | Ancona              | prestito      |
| C        | Federico Angiulli     | Reggiana            | definitivo    |
| C        | Michel Cruciani       | Viterbese Castrense | definitivo    |
| C        | Francesco Mazzarani   |                     | svincolato    |
| C        | Kenneth van Ransbeeck | Catanzaro           | definitivo    |
| C        | Leandro Vitiello      |                     | svincolato    |
| A        | Danilo Alessandro     | Virtus Francavilla  | definitivo    |
| A        | Adama Diakité         | Modena              | definitivo    |
| A        | Mamadou Kanouté       | Juve Stabia         | prestito      |
| A        | Fabio Mazzeo          | Foggia              | definitivo    |
| A        | Alessandro Marotta    | Siena               | definitivo    |
| A        | Andrea Raimondi       |                     | svincolato    |

### Sessione invernale(dal 03/01 al 31/01)
| Acquisti | Acquisti         | Acquisti       | Acquisti   |
| R.       | Nome             | da             | Modalità   |
| -------- | ---------------- | -------------- | ---------- |
| P        | Fabrizio Alastra | Palermo        | prestito   |
| C        | Mirko Eramo      | Sampdoria      | definitivo |
| C        | Antonio Matera   | Fidelis Andria | prestito   |
| C        | Nicolas Viola    | Novara         | definitivo |

| Cessioni | Cessioni           | Cessioni | Cessioni      |
| R.       | Nome               | a        | Modalità      |
| -------- | ------------------ | -------- | ------------- |
| P        | Filippo Perucchini | Bologna  | fine prestito |

## Risultati

### Serie B

#### Girone di andata
| Arbitro: | Abisso (Palermo) |

|                                 |           |  |
| Ciciretti 29’ (rig.) Pușcaș 80’ | Marcatori |  |

| Arbitro: | Baroni (Firenze) |

|               |           |           |
| Catellani 81’ | Marcatori | 70’ Falco |

| Arbitro: | La Penna (Roma) |

|                         |           |  |
| Falco 38’ Ciciretti 82’ | Marcatori |  |

| Arbitro: | Aureliano (Bologna) |

|              |           |           |
| De Vitis 72’ | Marcatori | 88’ Pajač |

| Arbitro: | Marini (Roma) |

|               |           |                      |
| Buzzegoli 65’ | Marcatori | 34’ (rig.) La Mantia |

| Arbitro: | Ros (Pordenone) |

|  |           |                                                                  |
|  | Marcatori | 60’ (rig.) Ceravolo 75’ Buzzegoli 79’ Ciciretti 90+3’ Jakimovski |

| Arbitro: | Di Paolo (Avezzano) |

|             |           |  |
| Chibsah 44’ | Marcatori |  |

| Arbitro: | Manganiello (Pinerolo) |

|                                    |           |             |
| F. Della Rocca 31’ Luiz Felipe 42’ | Marcatori | 87’ Lucioni |

| Arbitro: | Chiffi (Padova) |

|                                   |           |                   |
| Tremolada 29’ Sini 43’ Caputo 60’ | Marcatori | 12’, 20’ Ceravolo |

| Benevento 22 ottobre 2016, ore 15:00 CEST 10ª giornata | Benevento           | 0 – 0 referto | Perugia | Stadio Ciro Vigorito (7 607 spett.)\| Arbitro: \| Aureliano (Bologna) \| |
| Arbitro:                                               | Aureliano (Bologna) |               |         |                                                                          |

| Arbitro: | Ghersini (Genova) |

|           |           |  |
| Citro 28’ | Marcatori |  |

| Arbitro: | Abbattista (Molfetta) |

|             |           |  |
| Chibsah 81’ | Marcatori |  |

| Arbitro: | Ros (Pordenone) |

|  |           |             |
|  | Marcatori | 4’ Ceravolo |

| Arbitro: | Abisso (Palermo) |

|              |           |  |
| Ceravolo 80’ | Marcatori |  |

| Arbitro: | Saia (Palermo) |

|                                                         |           |  |
| Chibsah 35’ Falco 78’ Pușcaș 89’ Calabresi 90+2’ (aut.) | Marcatori |  |

| Vicenza 26 novembre 2016, ore 15:00 CET 16ª giornata | Vicenza          | 0 – 0 referto | Benevento | Stadio Romeo Menti (6 720 spett.)\| Arbitro: \| Minelli (Varese) \| |
| Arbitro:                                             | Minelli (Varese) |               |           |                                                                     |

| Arbitro: | La Penna (Roma) |

|                           |           |                |
| Chibsah 42’ Ciciretti 83’ | Marcatori | 16’ Mil. Đurić |

| Arbitro: | Pinzani (Empoli) |

|          |           |           |
| Verde 7’ | Marcatori | 82’ Cissé |

| Benevento 18 dicembre 2016, ore 17:30 CET 19ª giornata | Benevento        | 0 – 0 referto | Ascoli | Stadio Ciro Vigorito (7 724 spett.)\| Arbitro: \| Rapuano (Rimini) \| |
| Arbitro:                                               | Rapuano (Rimini) |               |        |                                                                       |

| Arbitro: | Ghersini (Genova) |

|                              |           |                                 |
| Kragl 27’ Dionisi 60’, 90+5’ | Marcatori | 52’ Lucioni 73’ (rig.) Ceravolo |

| Arbitro: | Sacchi (Macerata) |

|           |           |  |
| Cissé 31’ | Marcatori |  |

#### Girone di ritorno
| Arbitro: | Illuzzi (Molfetta) |

|                         |           |  |
| Vicari 43’ Floccari 90’ | Marcatori |  |

| Arbitro: | Aureliano (Bologna) |

|                                    |           |  |
| Ceravolo 17’ (rig.), 45’ Falco 71’ | Marcatori |  |

| Arbitro: | Abisso (Palermo) |

|                             |           |                       |
| Luppi 20’ Rômulo 90’ (rig.) | Marcatori | 10’ Cissé 27’ Lucioni |

| Arbitro: | Pezzuto (Lecce) |

|                         |           |            |
| Pezzi 42’ Ciciretti 61’ | Marcatori | 20’ Corvia |

| Arbitro: | Pasqua (Tivoli) |

|  |           |                     |
|  | Marcatori | 88’ (rig.) Ceravolo |

| Arbitro: | Pinzani (Empoli) |

|                                  |           |                                                     |
| López 12’ Cissé 42’ Ceravolo 49’ | Marcatori | 14’, 55’ Galano 23’ Floro Flores 39’ (rig.) Salzano |

| Arbitro: | Di Paolo (Avezzano) |

|            |           |  |
| Troest 54’ | Marcatori |  |

| Arbitro: | Nasca (Bari) |

|                     |           |                 |
| Ceravolo 88’ (rig.) | Marcatori | 34’ (rig.) Coda |

| Benevento 11 marzo 2017, ore 15:00 CET 30ª giornata | Benevento             | 0 – 0 referto | Virtus Entella | Stadio Ciro Vigorito (7 717 spett.)\| Arbitro: \| Abbattista (Molfetta) \| |
| Arbitro:                                            | Abbattista (Molfetta) |               |                |                                                                            |

| Arbitro: | Chiffi (Padova) |

|                                         |           |              |
| Nicastro 1’ Di Carmine 36’ Acampora 66’ | Marcatori | 24’ Ceravolo |

| Arbitro: | Mainardi (Bergamo) |

|              |           |                                               |
| Ceravolo 33’ | Marcatori | 29’ (rig.), 58’ (rig.) Coronado 90+3’ Curiale |

| Arbitro: | Saia (Palermo) |

|                |           |                                              |
| A. Piccolo 12’ | Marcatori | 38’ (rig.) Ceravolo 81’ Melara 90’ Ciciretti |

| Arbitro: | Aureliano (Bologna) |

|                          |           |                 |
| Ceravolo 26’ (rig.), 52’ | Marcatori | 70’ Meccariello |

| Arbitro: | Di Martino (Teramo) |

|         |           |  |
| Iori 9’ | Marcatori |  |

| Arbitro: | Di Paolo (Avezzano) |

|                   |           |  |
| Lucioni 8’ (aut.) | Marcatori |  |

| Benevento 21 aprile 2017, ore 21:00 CEST 37ª giornata | Benevento        | 0 – 0 referto | Vicenza | Stadio Ciro Vigorito (6 843 spett.)\| Arbitro: \| Baroni (Firenze) \| |
| Arbitro:                                              | Baroni (Firenze) |               |         |                                                                       |

| Arbitro: | Nasca (Bari) |

|                                         |           |             |
| Crimi 49’ Ligi 54’ Laribi 57’ Ciano 67’ | Marcatori | 89’ Chibsah |

| Arbitro: | Abisso (Palermo) |

|                        |           |            |
| Ceravolo 50’ Falco 65’ | Marcatori | 70’ Eusepi |

| Arbitro: | Piccinini (Forlì) |

|                    |           |              |
| Eramo 90+1’ (aut.) | Marcatori | 26’ Ceravolo |

| Arbitro: | La Penna (Roma) |

|                           |           |                |
| Pușcaș 43’ Ceravolo 90+3’ | Marcatori | 57’ D. Ciofani |

| Arbitro: | Minelli (Varese) |

|  |           |                                     |
|  | Marcatori | 51’ Pușcaș 63’ Falco 90+5’ Ceravolo |

#### Play-off
| Arbitro: | Manganiello (Pinerolo) |

|                         |           |          |
| Ceravolo 22’ Pușcaș 25’ | Marcatori | 69’ Nenê |

| Arbitro: | La Penna (Roma) |

|             |           |  |
| Chibsah 59’ | Marcatori |  |

| Arbitro: | Abisso (Palermo) |

|                |           |            |
| Nicastro 90+1’ | Marcatori | 81’ Pușcaș |

| Carpi 4 giugno 2017, ore 20:30 CEST Finale - Andata | Carpi                  | 0 – 0 referto | Benevento | Stadio Sandro Cabassi (5 510 spett.)\| Arbitro: \| Manganiello (Pinerolo) \| |
| Arbitro:                                            | Manganiello (Pinerolo) |               |           |                                                                              |

| Arbitro: | Pasqua (Tivoli) |

|            |           |  |
| Pușcaș 32’ | Marcatori |  |

### Coppa Italia
| Arbitro: | Di Paolo (Avezzano) |

|                                  |                      |                             |
| Mazzeo Lucioni Ceravolo De Falco | Tiri di rigore 2 – 4 | Vitale Coda Zito Donnarumma |

## Statistiche

### Statistiche di squadra
| Competizione | Punti         | In casa | In casa | In casa | In casa | In casa | In casa | In trasferta | In trasferta | In trasferta | In trasferta | In trasferta | In trasferta | Totale | Totale | Totale | Totale | Totale | Totale | DR  |
| Competizione | Punti         | G       | V       | N       | P       | Gf      | Gs      | G            | V            | N            | P            | Gf           | Gs           | G      | V      | N      | P      | Gf     | Gs     | DR  |
| ------------ | ------------- | ------- | ------- | ------- | ------- | ------- | ------- | ------------ | ------------ | ------------ | ------------ | ------------ | ------------ | ------ | ------ | ------ | ------ | ------ | ------ | --- |
| Serie B      | 65 (-1)       | 21      | 13      | 6       | 2       | 31      | 14      | 21           | 5            | 6            | 10           | 25           | 28           | 42     | 18     | 12     | 12     | 56     | 42     | +14 |
| Play-off     | -             | 3       | 3       | 0       | 0       | 4       | 1       | 2            | 0            | 2            | 0            | 1            | 1            | 5      | 3      | 2      | 0      | 5      | 2      | +3  |
| Coppa Italia | Secondo turno | 1       | 0       | 1       | 0       | 0       | 0       | 0            | 0            | 0            | 0            | 0            | 0            | 1      | 0      | 1      | 0      | 0      | 0      | 0   |
| Totale       | 65            | 25      | 16      | 7       | 2       | 35      | 15      | 23           | 5            | 8            | 10           | 26           | 29           | 48     | 21     | 15     | 12     | 61     | 44     | +17 |

### Andamento in campionato
| Giornata  | 1 | 2 | 3 | 4 | 5 | 6 | 7 | 8 | 9 | 10 | 11 | 12 | 13 | 14 | 15 | 16 | 17 | 18 | 19 | 20 | 21 | 22 | 23 | 24 | 25 | 26 | 27 | 28 | 29 | 30 | 31 | 32 | 33 | 34 | 35 | 36 | 37 | 38 | 39 | 40 | 41 | 42 |
| --------- | - | - | - | - | - | - | - | - | - | -- | -- | -- | -- | -- | -- | -- | -- | -- | -- | -- | -- | -- | -- | -- | -- | -- | -- | -- | -- | -- | -- | -- | -- | -- | -- | -- | -- | -- | -- | -- | -- | -- |
| Luogo     | C | T | C | T | C | T | C | T | T | C  | T  | C  | T  | C  | C  | T  | C  | T  | C  | T  | C  | T  | C  | T  | C  | T  | C  | T  | C  | C  | T  | C  | T  | C  | T  | T  | C  | T  | C  | T  | C  | T  |
| Risultato | V | N | V | N | N | V | V | P | P | N  | P  | V  | V  | V  | V  | N  | V  | N  | N  | P  | V  | P  | V  | N  | V  | V  | P  | P  | N  | N  | P  | P  | V  | V  | P  | P  | N  | P  | V  | N  | V  | V  |
| Posizione | 2 | 4 | 2 | 2 | 3 | 3 | 3 | 3 | 6 | 7  | 8  | 7  | 6  | 4  | 4  | 3  | 3  | 2  | 3  | 4  | 3  | 5  | 4  | 4  | 4  | 2  | 3  | 4  | 4  | 4  | 4  | 5  | 5  | 4  | 4  | 4  | 6  | 6  | 5  | 5  | 6  | 5  |

Fonte:  EVOLUZIONE CLASSIFICA SERIE B 16/17, su transfermarkt.it.
Legenda:

Luogo: C = Casa; T = Trasferta. Risultato: V = Vittoria; N = Pareggio; P = Sconfitta.